# Liran Serdal
Liran Serdal (Kiryat Motzkin, 2 de julio de 1994) es un futbolista israelí que juega en la demarcación de lateral derecho para el Hapoel Haifa FC de la Liga Premier de Israel.

## Selección nacional
Tras jugar en las categorías inferiores de la selección, finalmente hizo su debut con la selección de fútbol de Israel en un partido amistoso contra Chipre que finalizó con un resultado de 2-3 a favor del combinado chipriota tras los goles de Oscar Gloukh y Tai Baribo para el combinado israelí, y de Haralampos Haralampous, Ioannis Pittas y Mihalis Ioannou para Chipre.

## Clubes
| Club            | País   | Año   | Partidos | Goles |
| --------------- | ------ | ----- | -------- | ----- |
| Hapoel Haifa FC | Israel | 2013- | 274      | 16    |